# Japonsko na Letních olympijských hrách 1928
Japonsko se účastnilo Letní olympiády 1928 v nizozemském Amsterdamu. Zastupovalo ho 40 sportovců (39 mužů a jedna žena) v 7 sportech.

## Medailisté
| Medaile | Jméno                                                 | Sport    | Soutěž                              |
| ------- | ----------------------------------------------------- | -------- | ----------------------------------- |
| Zlato   | Mikio Oda                                             | Atletika | Muži trojskok                       |
| Zlato   | Jošijuki Curuta                                       | Plavání  | Muži 200 m prsa                     |
| Stříbro | Kinue Hitomiová                                       | Atletika | Ženy běh na 800 m                   |
| Stříbro | Hiroši Jonejama Nobuo Arai Tokuhei Sada Kacuo Takaiši | Plavání  | Muži štafeta 4 × 200 m volný způsob |
| Bronz   | Kacuo Takaiši                                         | Plavání  | Muži 100 m volný způsob             |